# Iperplasia diffusa delle cellule polmonari neuroendocrine
L' iperplasia diffusa delle cellule polmonari neuroendrocrine  (DIPNECH) è una rara lesione pre-invasiva che può portare alla formazione di un tumore carcinoide.

## Epidemiologia
Anche se si hanno pochissimi dati in riguardo, si parla di 40 casi individuati sino agli inizi del XXI secolo, gli studi hanno dimostrato una maggiore manifestazione nel sesso femminile e non si sono trovate correlazioni con il fumo.

## Sintomatologia
Fra i sintomi e segni clinici si sono riscontrati casi di respiro difficoltoso.